# 芬利森鎮區 (明尼蘇達州派恩縣)
芬利森鎮區（英語：Finlayson Township）是位於美國明尼蘇達州派恩縣的一個行政鎮區。

## 地方資料
芬利森鎮區的面積為88.13平方千米，當中陸地面積為87.37平方千米，而水域面積為0.75平方千米。根據2020年美國人口普查的數據，當地共有人口473人，而人口密度為每平方千米5.37人。